# Katastrofa lotu Air Ontario 1363
Katastrofa lotu Air Ontario 1363 wydarzyła się 10 marca 1989 w Dryden w Kanadzie. Samolot Fokker F28-1000 linii Air Ontario rozbił się kilka chwil po starcie. W katastrofie zginęły 24 osoby, a 45 osób zostało rannych.
Fokker F28-1000 (nr rej. C-FONF) linii Air Ontario (lot nr 1363) odbywał lot z Thunder Bay do Winnipeg z międzylądowaniem w Dryden. Na pokładzie samolotu znajdowało się 65 pasażerów i 4 członków załogi. Start maszyny z Thunder Bay został opóźniony przez oblodzenie skrzydeł. O godzinie 11:30 maszyna wylądowała w Dryden. Przed godziną 12:00, gwałtownie pogorszyły się warunki pogodowe – pojawiły się gęste opady śniegu.
Samolot wyruszył z pasa startowego około godziny 12:09. W czasie procedury startowej w silnikach samolotu gwałtownie zmalała moc silników, przez co Fokker wzniósł się z pasa startowego zbyt późno, zahaczył podwoziem o czubki drzew i rozbił się w pobliskim lesie. Maszyna rozpadła się na trzy części i stanęła w płomieniach. W katastrofie zginęły 24 osoby. Większość ofiar śmiertelnych to osoby przebywające w przedniej części Fokkera.
Przyczyną katastrofy była blisko centymetrowa warstwa śniegu zalegająca na skrzydłach samolotu. Piloci nie zgodzili się na usunięcie śniegu, gdyż lot byłby opóźniony, a wówczas linie Air Ontario surowo karały swoich pilotów za jakiekolwiek opóźnienia. Jak się również okazało, feralny Fokker miał także awarię urządzenia rozruchowego, a żeby odśnieżyć skrzydła, trzeba by było wyłączyć napęd. Lotnisko w Dryden nie posiadało własnego awaryjnego rozrusznika, więc gdyby piloci zdecydowali się na odśnieżenie samolotu, prawdopodobnie ten zostałby uziemiony.